# Schloss Striese

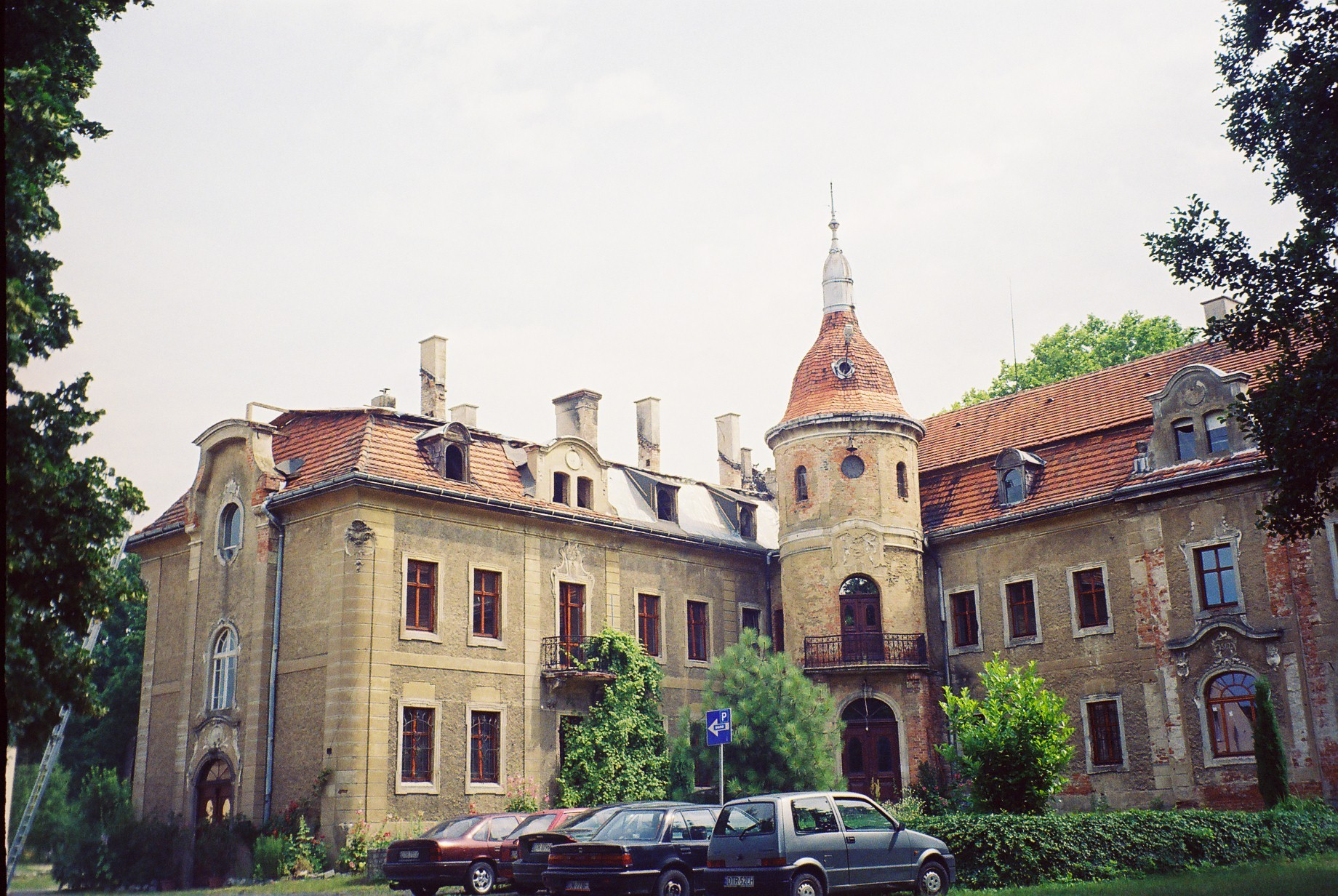
Schloss Striese

Schloss Striese (polnisch Pałac w Strzeszowie) ist ein Schloss in Strzeszów (Striese) in der Landgemeinde Wisznia Mała (Wiese) im Powiat Trzebnicki (Kreis Trebnitz) in der Woiwodschaft Niederschlesien in Polen. Historisch gehörte es zum Herzogtum Oels.

## Geschichte
In „Streseuic“ ist für das Jahr 1321 ein Gutshof belegt, den die Herzöge von Oels als Lehen vergaben. Dieses erwarb 1559 der Breslauer Landeshauptmann Niklas (III.) von Rehdiger als Pfand und 1567 als Eigentum. Danach erbaute er an der Stelle des Gutshofs ein Schloss mit Wallgraben, das zum Stammsitz der Rehdiger wurde. Dieses wurde im Siebenjährigen Krieg von der Russischen Armee zerstört. Nach 1761 wurde es zweistöckig auf L-förmigem Grundriss neu errichtet. Im Winkel zwischen den Flügeln entstand ein dreigeschossiger barocker Rundturm und über dem Portal ein Balkon. Um 1800 wurden die Innenräume modernisiert. 1900–1902 wurde es erweitert und umgebaut. In diesem Zeitraum etwa war Albrecht von Rehdiger, verheiratet mit Hedwig von Baumbach, der Grundbesitzer.
Letzter Eigentümer war Oberst Georg Adolf von Witzendorff-Rehdiger (1863–1945) und seine Frau Marga von Brandt-Lauchstädt. Der Offizier trug in Erinnerung an seine Großmutter Elise von Rehdiger (1829–1892) seit 1914 die Namensvereinigung für die Dauer des Besitzes an Striese. Das Ehepaar hatte Ursula Charlotte Elisabeth, den vorbestimmten Erben Gotthard Karl Paul Hieronymus sowie den Sohn Hans-Jürgen von Witzendorff-Rehdiger, die Namensführung übernahm. 1937 beinhaltete das Gut Striese 484, 54 ha. Betriebsleiter war Gotthard von Witzendorff. Striese galt seit 1908 als Freigut.
Nach Kriegsende 1945 und dem Übergang an Polen diente das Schloss der Sowjetarmee als Hauptquartier. Außerdem war es Sammelplatz für deutsche Offiziere, die in Breslau in Gefangenschaft geraten waren. Bis 1947 war darin ein Krankenhaus für die Sowjetarmee untergebracht, danach wurde es als volkseigenes Gut dem Staatlichen landwirtschaftlichen Betrieb übergeben. 1995 wurde es wieder privatisiert.